# Cray T3D

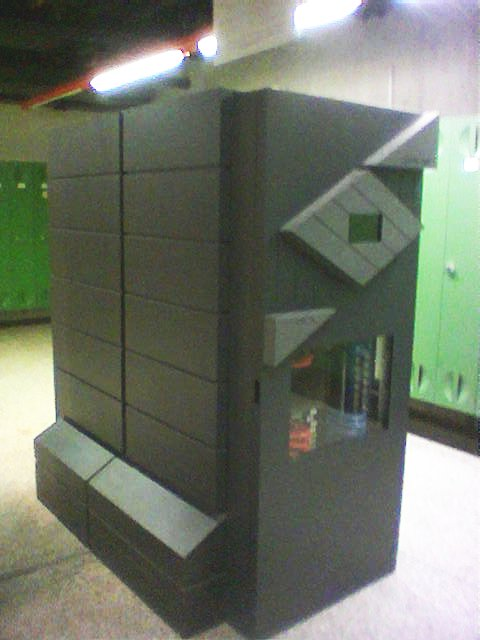
T3D MC 256 dell'EPFL

Il T3D (Torus, 3-Dimensional) è il primo supercomputer a parallelismo massivo prodotto dalla Cray Research. Presentato nel 1993 inoltre fu il primo computer Cray basato su microprocessori non proprietari Cray. I T3D erano disponibili in configurazioni che andavano da 32 a 2048 Processing Elements (PE), ogni PE era un DEC Alpha 21064 (EV4) a 150 MHz dotato di 16 o 64  Mbyte di memoria DRAM. I PE erano raggruppati in nodi dotati di un processore a sei vie dedicato alla gestione delle comunicazioni tra i nodi. Il processore era in grado di gestire comunicazioni a 300 MB/s in ogni direzione e i nodi erano collegati tramite una topologia toroidale tridimensionale.
Il T3D era progettato per essere comandato da un Cray Y-MP Model E, M90 o C90 che fungevano da sistema di comunicazione con l'esterno e utilizzava il sistema operativo UNICOS per la gestione dell'I/O. I processori PE del T3D utilizzavano un microkernel UNICOS MAX.
Erano disponibili diverse configurazioni del T3D. Il T3D SC (Single Cabinet) era un modello basato su un computer Y-MP come host e in grado di gestire 128 o 256 PE. La versione MC (Multi-Cabinet) utilizzava uno o più cabinet raffreddati a liquido separati dall'host. Il modello MCA era dotato di cabinet ridotti in grado di gestire da 32 a 128 PE raffreddati ad aria, il sistema poteva gestire più cabinet. Esisteva un modello chiamato MCN con una diversa gestione della rete in grado di gestire un numero di PE non multiplo di 2.
Il Cray T3D MC aveva nel cabinet un PowerBook Apple posizionato frontalmente. Il compito del computer era visualizzare il logo animato a colori Cray Research tramite lo schermo LCD.
Il T3D venne superato nel 1995 dal molto più veloce e sofisticato Cray T3E.

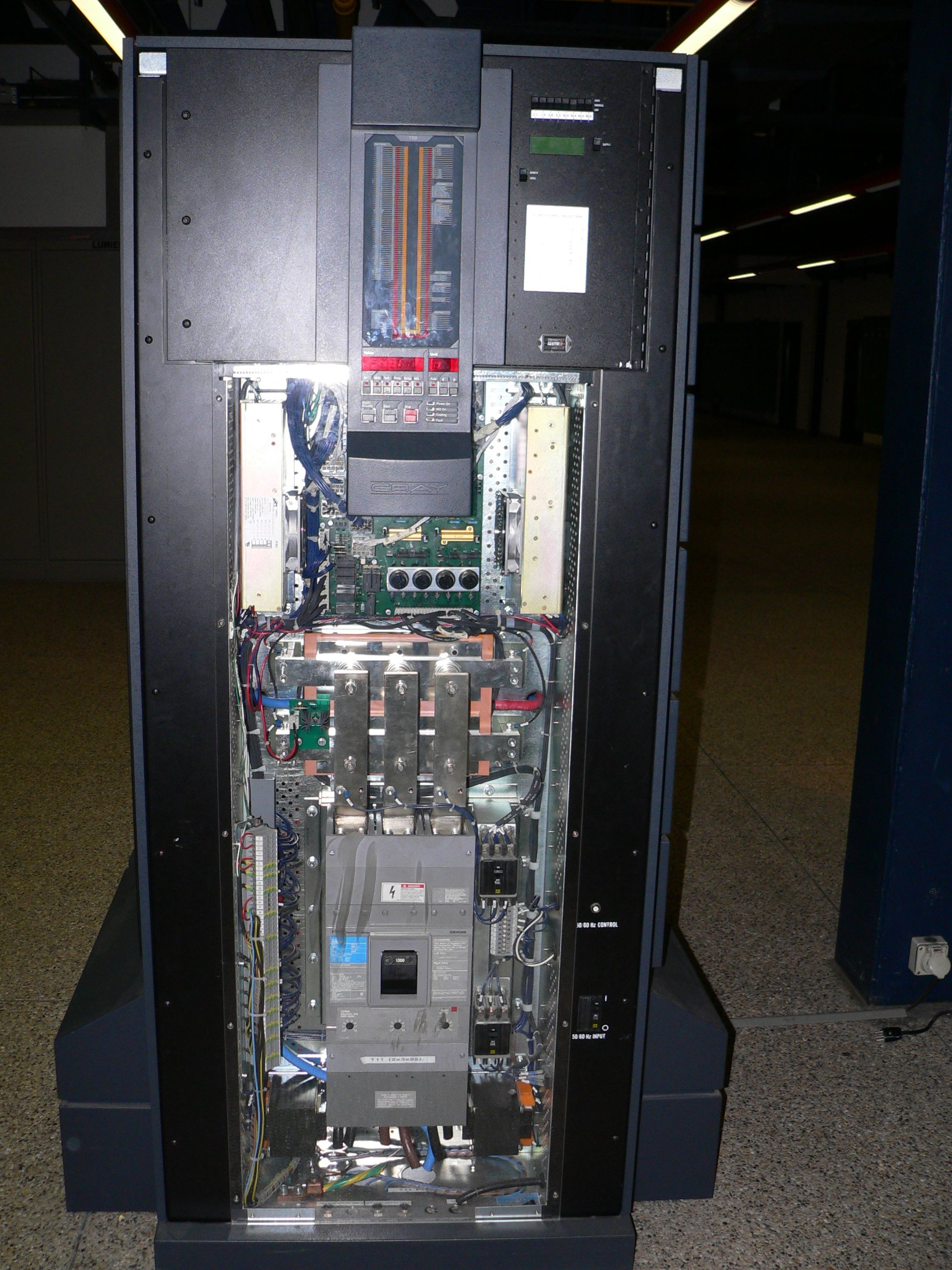
T3D MC 256 Computer
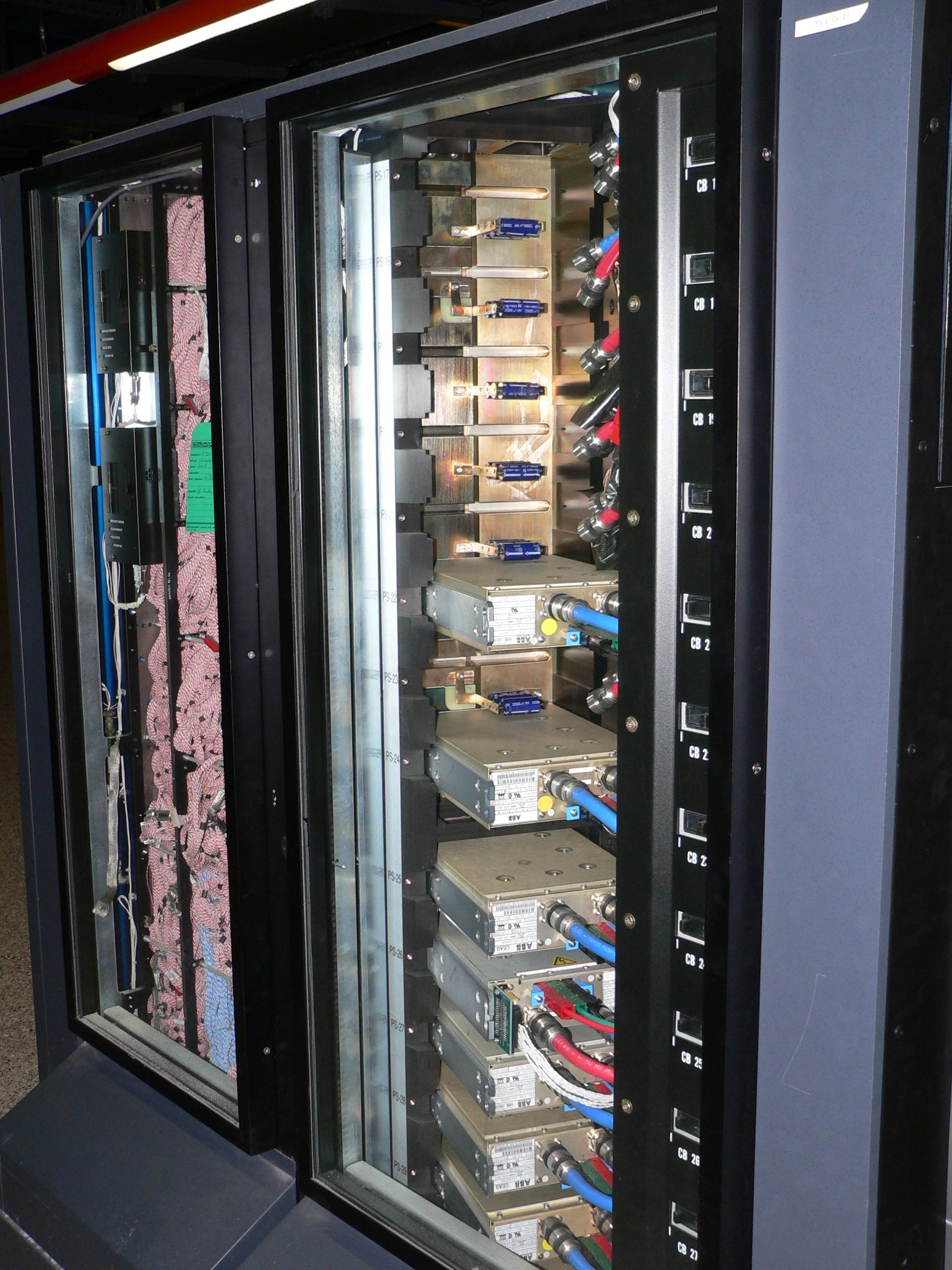
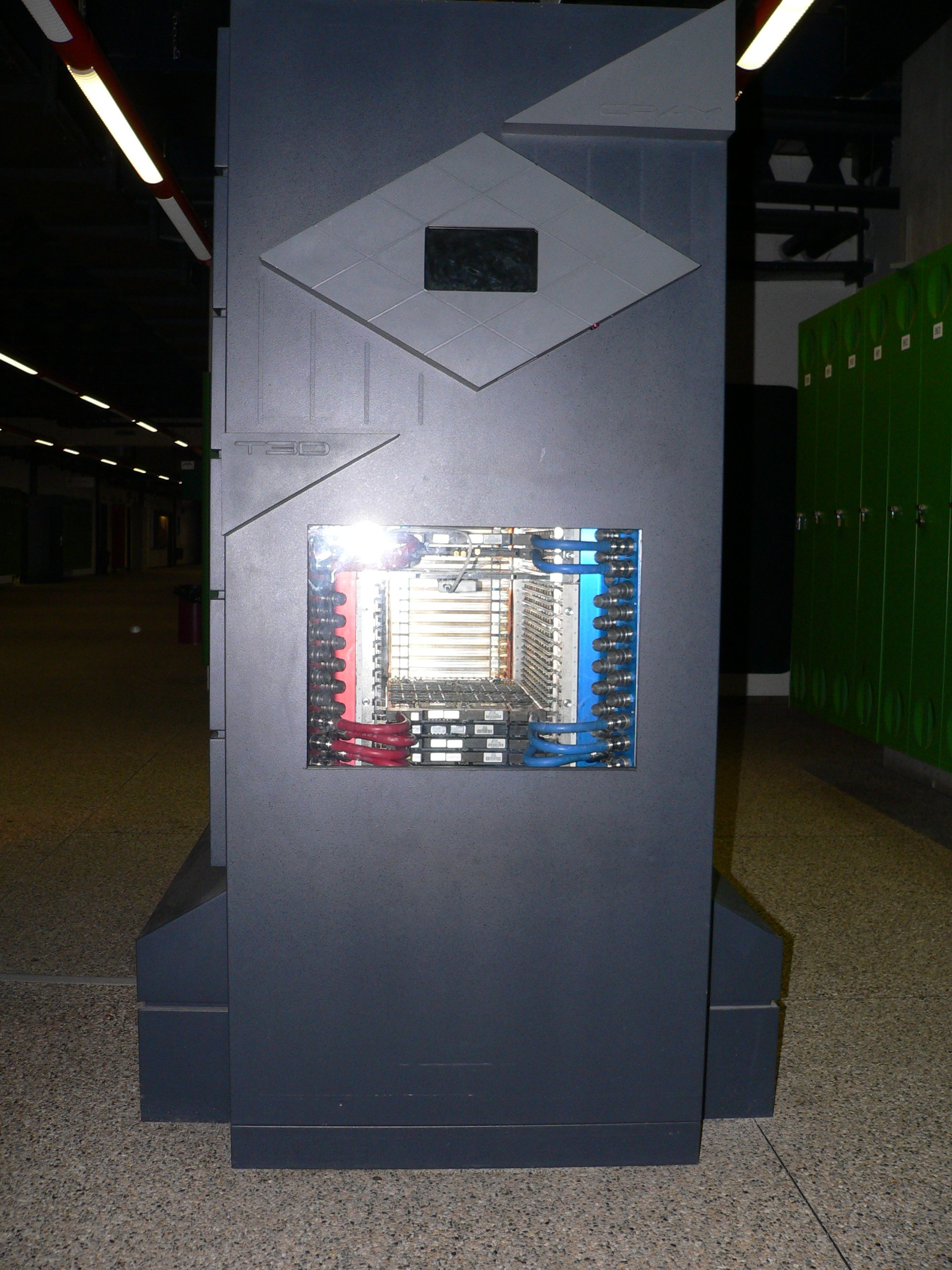
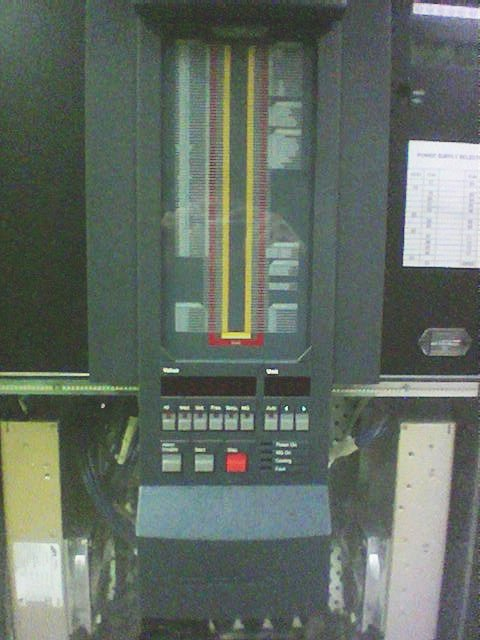
Pannello di controllo del T3D MC 256
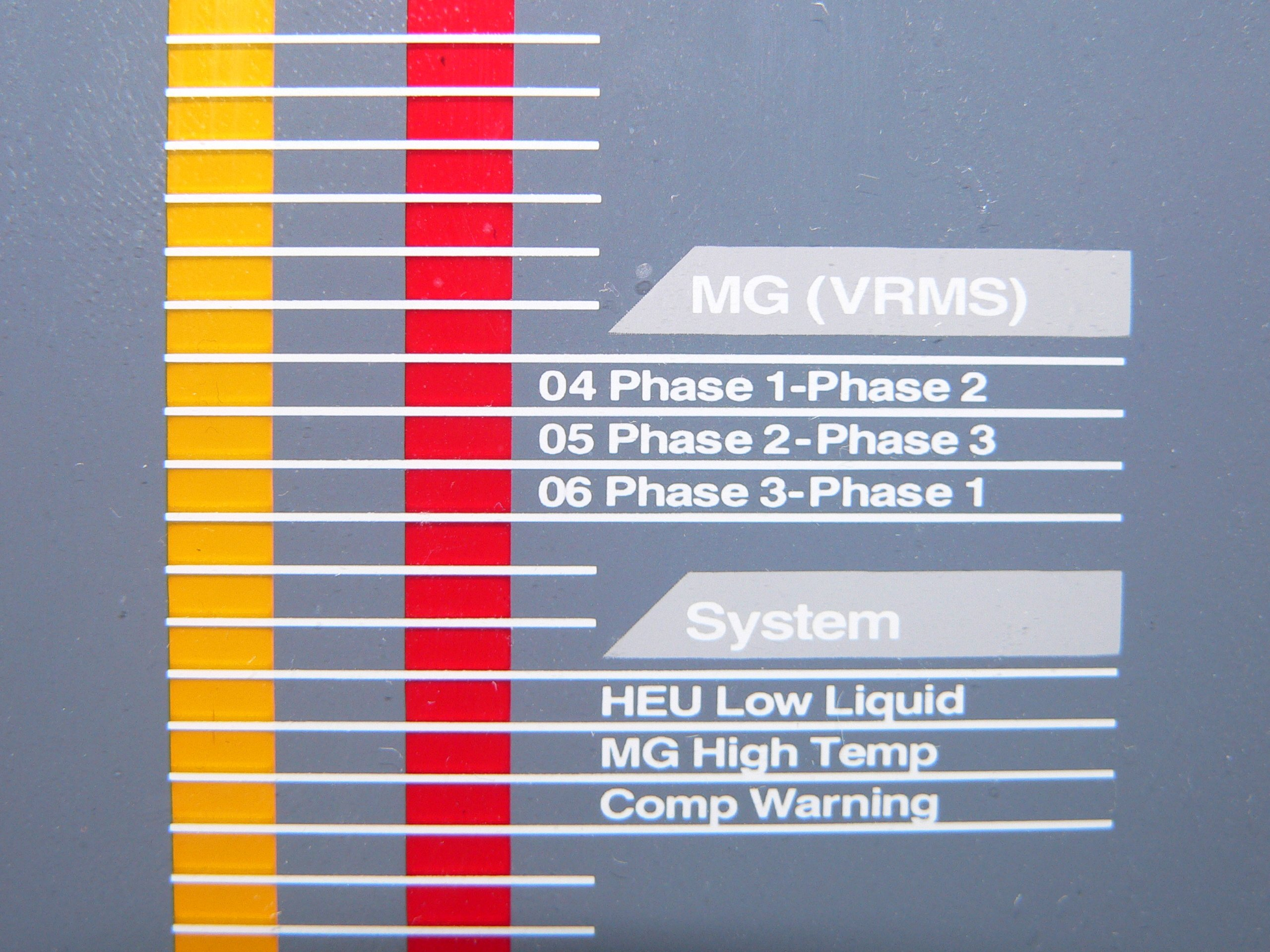
Pannello di controllo del MC 256
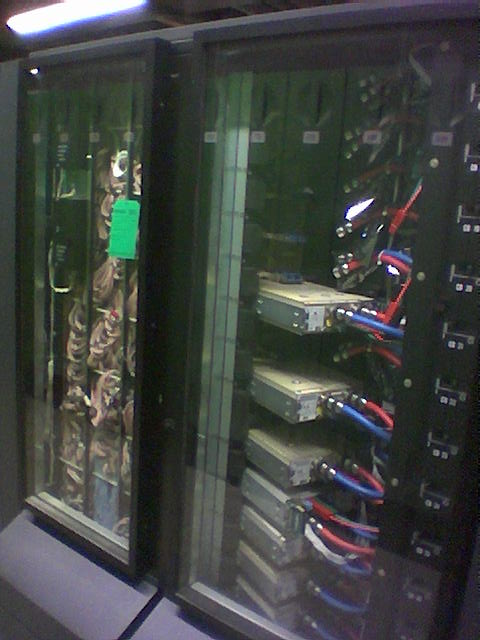
Interno del T3D MC 256